# إريك سوان
إريك سوان (بالإنجليزية: Eric Swann)‏ هو لاعب كرة قدم أمريكية أمريكي، ولد في 16 أغسطس 1970 في سانفورد في الولايات المتحدة.

## وصلات خارجية
- إريك سوان على موقع مرجع كرة القدم المحترفة.كوم (الإنجليزية)